# Jakub Urbanik
Jakub Urbanik (ur. 1975) – polski historyk prawa, doktor habilitowany nauk prawnych, profesor Uniwersytetu Warszawskiego, kierownik Katedry Prawa Rzymskiego i Antycznego na Wydziale Prawa i Administracji UW, specjalista w zakresie prawa rzymskiego i papirologii prawniczej.

## Życiorys

### Kariera naukowa
W 1998 ukończył studia prawnicze na Wydziale Prawa i Administracji Uniwersytetu Warszawskiego. Był stypendystą rządu Egiptu oraz organizacji DAAD na Uniwersytecie w Kolonii. W 2002 na podstawie rozprawy pt. Rozwód w prawie rzymskim a praktyka Egiptu rzymskiego otrzymał tam stopień naukowy doktora nauk prawnych w zakresie prawa, specjalność: prawo rzymskie. W 2013 na Wydziale Prawa Uniwersytetu w Białymstoku na podstawie osiągnięcia naukowego, którym był jednolity cykl publikacji dotyczących późnoantycznej praktyki prawnej oraz badań nad świadomością prawną późnej starożytności, uzyskał stopień doktora habilitowanego nauk prawnych w zakresie prawa.
Był profesorem wizytującym na Uniwersytecie w Zurychu, Uniwersytecie Kraju Basków w San Sebastian oraz Uniwersytecie w Palermo. Obecnie pełni funkcję redaktora naczelnego The Journal of Juristic Papyrology oraz członka zarządu Fundacji im. Rafała Taubenschlaga. Pracuje również jako wykładowca Uniwersytetu Warszawskiego. Ponadto jest członkiem korespondentem Niemieckiego Instytutu Archeologicznego.
W latach 2016–2019 pełnił funkcję dyrektora Instytutu Historii Prawa Wydziału Prawa i Administracji UW.
W 2021 został członkiem korespondentem Towarzystwa Naukowego Warszawskiego.

### Życie prywatne
Jest osobą homoseksualną. W 2015 próbował zawrzeć w Hiszpanii związek małżeński ze swoim partnerem, hiszpańskim prawnikiem, jednak polski Urząd Stanu Cywilnego odmówił wydania stosownego zaświadczenia z uwagi na fakt, że polskie prawo, inaczej niż hiszpańskie, nie dopuszcza małżeństw jednopłciowych. Urbanik odwołał się od tej decyzji do sądu, który przyznał jednak rację USC. Orzeczenie to zostało podtrzymane w drugiej instancji, pomimo przystąpienia do postępowania apelacyjnego Rzecznika Praw Obywatelskich, który poparł stanowisko Urbanika.

## Publikacje
- Culpa facets of liability in ancient legal theory and practice. Proceedings of the seminar held in Warsaw 17–19 February 2011 (red. nauk., 2012)
- Polish Constitutionalism. A Reader (red. nauk. wspólnie z: Piotr Korzec, Mirosław Wyrzykowski, 2011)
- Marriage – ideal, law, practice. Proceedings of a conference held in memory of Henryk Kupiszewski (red. nauk. wspólnie z: Zuzanna Służewska, 2005)
- Euergesias charin. Studies presented to Benedetto Bravo and Ewa Wipszycka by their disciples (red. nauk. wspólnie z: Tomasz Derda, Marek Węcowski, 2002)[11]